# Junk
Junk är ett svenskt barnprogram ursprungligen sänt i Barnkanalen SVT 2012–2013.
I programserien, som skapats av Marie Lundberg, förvandlas leksaker till nya saker i händerna på programledaren och designern Maria Westerberg och en gästkreatör för varje avsnitt. Gästkreatörer har varit Ernst Billgren, Lasse Åberg och Helene Billgren med flera.
Junk vann 2013 TV-producenternas pris för "Årets bästa programidé".